# 앵커 (2020년 영화)
"앵커"는 2022년에 개봉한 대한민국의 영화이다.

## 줄거리
| “ | “제 죽음이 정세라 앵커의 입을 통해 보도되면 너무 기쁠 것 같아요” | ” |

 생방송 5분 전, 방송국 간판 앵커 `세라`(천우희)에게 자신이 살해될 것이라며 죽음을 예고하는 제보전화가 걸려온다.  장난전화로 치부하기에는 찝찝한 마음을 감출 수 없는 `세라`.  진짜 앵커가 될 기회라는 엄마 `소정`(이혜영)의 말에 `세라`는 제보자의 집으로 향하고 제보자인 `미소`와 그녀의 딸의 시체를 목격한다. 그날 이후, `세라`의 눈앞에 죽은 `미소`의 모습이 자꾸만 떠오르기 시작한다. 사건 현장에서 미소의 주치의였던 정신과 의사 `인호`(신하균)를 마주하게 되며 그에 대한 `세라`의 의심 또한 깊어지는데…  완벽했던 앵커를 뒤흔들 충격적인 진실을 확인하라!

## 캐스팅
- 천우희 : 정세라 역
- 신하균 : 인호 역
- 이혜영 : 이소정 역
- 차래형 : 민기태 역
- 박지현 : 서승아 역
- 남문철 : 보도국장 역
- 임성재 : 김 형사 역
- 김영필 : 허기정 역
- 이해운 : 한 기자 역
- 정순원 : 최 피디 역
- 박세현 : 윤미소 역
- 서이수 : 유나 역
- 김영아 : 한영옥 교수 역
- 박새힘 : 보도국 AD 역
- 서지승 : 유리 역
- 성찬호 : 본부장 역
- 정찬훈 : 부국장 역
- 마정필 : 보도국장 역

## 영화정보
- 2019년 11월 9일 천우희, 신하균, 이혜영을 캐스팅하고 본격적인 촬영에 들어갔다.[1]